# منى لي (كاتبة)
منى لي (بالإنجليزية: Muna Lee)‏ (29 يناير 1895، ريموند في الولايات المتحدة - 3 أبريل 1965، سان خوان في الولايات المتحدة)؛ كاتِبة وشاعرة أمريكية.